# Comuna Sadova, Dolj
Sadova este o comună în județul Dolj, Oltenia, România, formată din satele Piscu Sadovei și Sadova (reședința).
Localitatea este cunoscută și datorită grupului umoristic Vacanța Mare. Aici actorii Radu Pietreanu și Mugur Mihăescu (născut în localitate) au dat viață personajelor „Leana și Costel”.
Comuna Sadova este localizată pe șoseaua internațională Craiova – Bechet, la aproximativ 50 de km de Craiova.
Satul Sadova este înființat din robii țigani ai Mănăstirii Sadova. Fiind dezrobiți și împroprietăriți în timpul domniei lui Alexandru Ioan Cuza, s-au mutat în apropierea mănăstirii și au format satul Sadova, amestecându-se in timp cu românii.
Mănăstirea Sadova a fost construită de Matei Basarab în anul 1633, pe locul unei biserici mai vechi, în semn de recunoștință în urma luptelor cu turcii de la Bechet. În timpul luptei, fiind învins de turci, a trebuit să se retragă în pădure, la biserica apărată de mlaștini și păduri, unde a așteptat întăriri. Întăririle l-au ajutat să îi învingă pe turci, și Basarab a construit mănăstirea care mai târziu a fost închinată Muntelui Athos din Grecia.

## Demografie
Componența etnică a comunei Sadova
     Români (65,9%)
     Romi (23,49%)
     Alte etnii (0,11%)
     Necunoscută (10,5%)
Componența confesională a comunei Sadova
     Ortodocși (85,25%)
     Baptiști (2,63%)
     Alte religii (1,53%)
     Necunoscută (10,58%)
Conform recensământului efectuat în 2021, populația comunei Sadova se ridică la 8.361 de locuitori, în creștere față de recensământul anterior din 2011, când fuseseră înregistrați 7.976 de locuitori. Majoritatea locuitorilor sunt români (65,9%), cu o minoritate de romi (23,49%), iar pentru 10,5% nu se cunoaște apartenența etnică. Din punct de vedere confesional, majoritatea locuitorilor sunt ortodocși (85,25%), cu o minoritate de baptiști (2,63%), iar pentru 10,58% nu se cunoaște apartenența confesională.

## Politică și administrație
Comuna Sadova este administrată de un primar și un consiliu local compus din 15 consilieri. Primarul, Claudiu-Eugen Arsenie[*], de la Partidul Social Democrat, este în funcție din 1 noiembrie 2024. Începând cu alegerile locale din 2024, consiliul local are următoarea componență pe partide politice:
|  | Partid                          | Consilieri | Componența Consiliului | Componența Consiliului | Componența Consiliului | Componența Consiliului | Componența Consiliului |
|  | ------------------------------- | ---------- | ---------------------- | ---------------------- | ---------------------- | ---------------------- | ---------------------- |
|  | Alianța pentru Unirea Românilor | 5          |                        |                        |                        |                        |                        |
|  | Partidul Social Democrat        | 5          |                        |                        |                        |                        |                        |
|  | Partidul Național Liberal       | 3          |                        |                        |                        |                        |                        |
|  | Uniunea Salvați România         | 2          |                        |                        |                        |                        |                        |

## Personalități
- Toni Greblă (n. 1953), senator, judecător la Curtea Constituțională a României
- Mugur Mihăescu (n. 1967), actor, scenarist, regizor
- Șerban Brădișteanu (n. 1951), fost senator PSD
- Dan Ilie Morega (n. 1946), om politic, fost prefect de Gorj